# Higher than the Sun (Keane)
Higher than the Sun is een nummer van de Britse band Keane uit 2013. Het verscheen als een van de twee nieuwe nummers op het verzamelalbum The Best of Keane, naast "Won't Be Broken".
Het nummer flopte in het Verenigd Koninkrijk met een 188e positie. In het Nederlandse taalgebied werd het nummer een klein radiohitje. In Nederland haalde het de 9e positie in de Tipparade, en in Vlaanderen haalde het de 12e positie in de Tipparade.